# Nazionale maschile di beach handball del Brasile
La nazionale di beach handball del Brasile rappresenta il Brasile nelle competizioni internazionali di beach handball.

## Storia
La squadra brasiliana nel 2018 diventa per la 5 volta campione del mondo.